# بلیتسا
بلیتسا شهری در استان بلاگووگراد کشور بلغارستان است که جمعیت آن در سال ۲۰۰۱ میلادی ۳٬۵۸۲ نفر بوده‌است.